# Communauté de communes Coutances Mer et Bocage
La communauté de communes Coutances Mer et Bocage est une communauté de communes française, composée de 49 communes et située dans le département de Manche et la région Normandie.

## Historique
En application de la loi NoTRe, le schéma départemental de la commission départementale de coopération intercommunale (CDCI) compose des intercommunalités devant dépasser le seuil de 15 000 habitants. Le premier schéma prévoyait de regrouper tout l'arrondissement de Coutances. Un amendement porté en mars 2016 par Périers, Lessay et La Haye permet de diviser en deux le territoire pour créer une fusion de trois communauté de communes.
La communauté de communes est créée le 1er janvier 2017 par arrêté du 3 octobre 2016. Elle regroupe les communautés de communes du Bocage coutançais, du canton de Saint-Malo-de-la-Lande et de Montmartin-sur-Mer. Elle a également remplacé le syndicat mixte du Pays de Coutances.
La commune d'Anneville-sur-Mer intègre l'intercommunalité au 1er janvier 2019 lors de sa fusion dans la commune nouvelle de Gouville-sur-Mer rattachée à la communauté de communes Coutances Mer et Bocage.
Le 1er janvier 2019, des regroupements de communes ont lieu pour former les communes nouvelles de Gavray-sur-Sienne, Gouville-sur-Mer, Quettreville-sur-Sienne et Saint-Sauveur-Villages.

## Territoire communautaire

### Géographie
Située dans le centre-ouest du département de la Manche, la communauté de communes Coutances Mer et Bocage regroupe 49 communes et s'étend sur 643 km2.

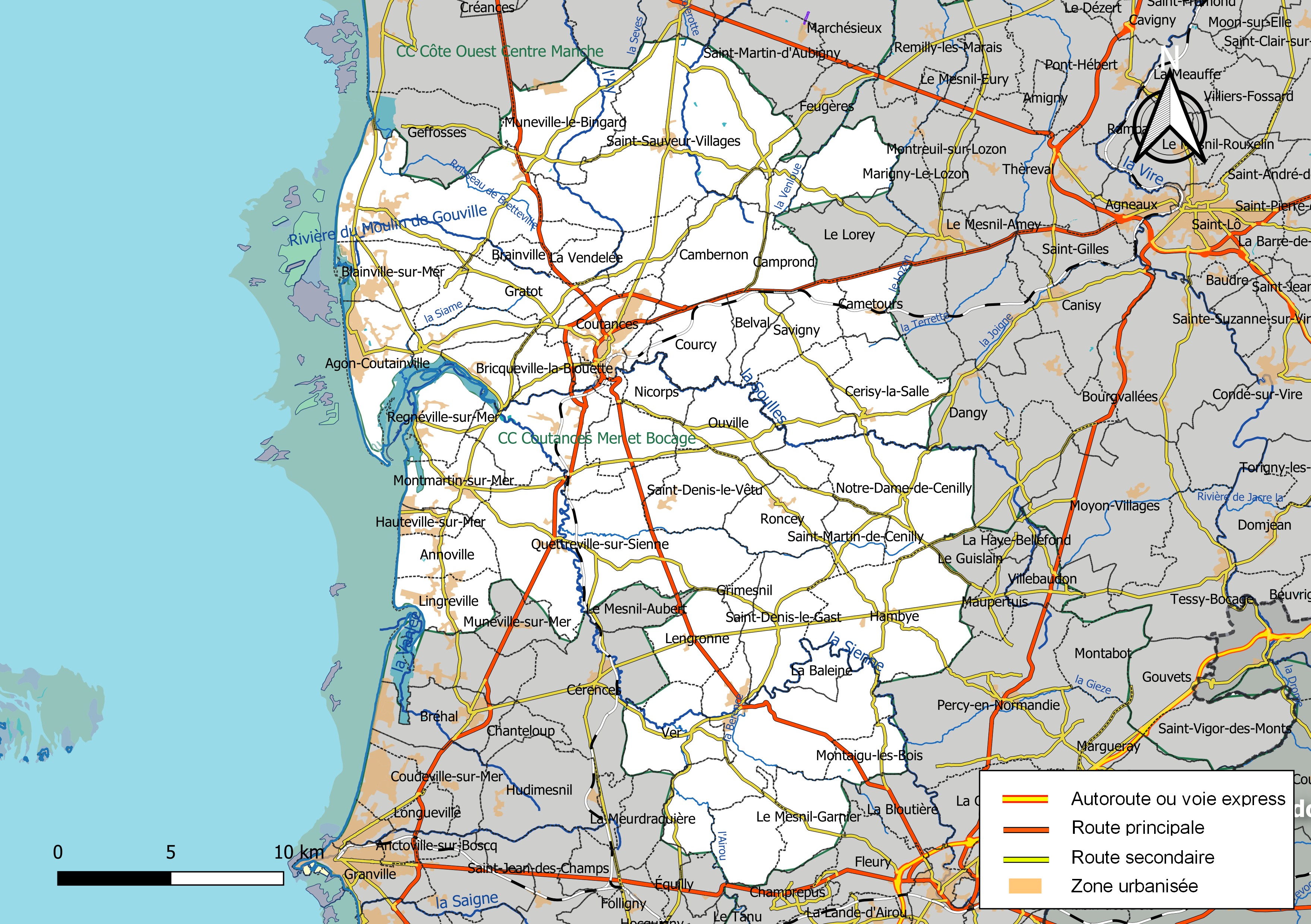
Carte de la communauté de communes Coutances Mer et Bocage au 1er janvier 2019.

### Composition
La communauté de communes est composée des 48 communes suivantes :

| Nom                       | Code Insee | Gentilé                | Superficie (km2) | Population (dernière pop. légale) | Densité (hab./km2) |
| ------------------------- | ---------- | ---------------------- | ---------------- | --------------------------------- | ------------------ |
| Coutances (siège)         | 50147      | Coutançais             | 12,51            | 8 372 (2022)                      | 669                |
| Agon-Coutainville         | 50003      | Agonais-Coutainvillais | 12,35            | 3 013 (2022)                      | 244                |
| La Baleine                | 50028      | Balenois               | 4,13             | 106 (2022)                        | 26                 |
| Belval                    | 50044      | Belvalais              | 5,72             | 334 (2022)                        | 58                 |
| Blainville-sur-Mer        | 50058      | Blainvillais           | 11,6             | 1 604 (2022)                      | 138                |
| Brainville                | 50072      | Branvillais            | 3,19             | 213 (2022)                        | 67                 |
| Bricqueville-la-Blouette  | 50084      | Bricquevillais         | 6,25             | 533 (2022)                        | 85                 |
| Cambernon                 | 50092      | Cambernonais           | 17,01            | 693 (2022)                        | 41                 |
| Cametours                 | 50093      | Cametourais            | 7,22             | 435 (2022)                        | 60                 |
| Camprond                  | 50094      | Campronnais            | 6,27             | 386 (2022)                        | 62                 |
| Cerisy-la-Salle           | 50111      | Cerisyais              | 16,86            | 1 026 (2022)                      | 61                 |
| Courcy                    | 50145      | Courcyais              | 11,45            | 623 (2022)                        | 54                 |
| Gavray-sur-Sienne         | 50197      |                        | 38,02            | 2 028 (2022)                      | 53                 |
| Gouville-sur-Mer          | 50215      | Gouvillais             | 34,55            | 3 266 (2022)                      | 95                 |
| Gratot                    | 50219      | Gratotais              | 10,73            | 674 (2022)                        | 63                 |
| Grimesnil                 | 50221      | Grimesnilais           | 2,61             | 70 (2022)                         | 27                 |
| Hambye                    | 50228      | Hambions               | 29,57            | 1 077 (2022)                      | 36                 |
| Hauteville-la-Guichard    | 50232      | Hautevillais           | 11,98            | 452 (2022)                        | 38                 |
| Hauteville-sur-Mer        | 50231      | Hautais                | 3,31             | 707 (2022)                        | 214                |
| Heugueville-sur-Sienne    | 50243      | Heuguevillais          | 5,88             | 462 (2022)                        | 79                 |
| Lengronne                 | 50266      | Lengronnais            | 12,07            | 463 (2022)                        | 38                 |
| Le Mesnil-Garnier         | 50311      | Mesnil-Garnierais      | 10,41            | 222 (2022)                        | 21                 |
| Le Mesnil-Villeman        | 50326      | Mesnil-Villemanais     | 10,8             | 237 (2022)                        | 22                 |
| Montaigu-les-Bois         | 50336      | Montaiguais            | 6,67             | 208 (2022)                        | 31                 |
| Montcuit                  | 50340      | Montcuitais            | 4,79             | 185 (2022)                        | 39                 |
| Monthuchon                | 50345      | Monthuchonnais         | 7,66             | 702 (2022)                        | 92                 |
| Montmartin-sur-Mer        | 50349      | Montmartinais          | 9,81             | 1 413 (2022)                      | 144                |
| Montpinchon               | 50350      | Montpinchonnais        | 16,94            | 543 (2022)                        | 32                 |
| Muneville-le-Bingard      | 50364      | Munevillais            | 19,81            | 730 (2022)                        | 37                 |
| Nicorps                   | 50376      | Nicorpais              | 5,63             | 361 (2022)                        | 64                 |
| Notre-Dame-de-Cenilly     | 50378      | Cenillais              | 25,23            | 631 (2022)                        | 25                 |
| Orval sur Sienne          | 50388      | Orvalais               | 19,04            | 1 222 (2022)                      | 64                 |
| Ouville                   | 50389      | Ouvillais              | 11,2             | 447 (2022)                        | 40                 |
| Quettreville-sur-Sienne   | 50419      |                        | 49,42            | 3 181 (2022)                      | 64                 |
| Regnéville-sur-Mer        | 50429      | Regnévillais           | 8,5              | 731 (2022)                        | 86                 |
| Roncey                    | 50437      | Roncyais               | 12,15            | 776 (2022)                        | 64                 |
| Saint-Denis-le-Gast       | 50463      | Saint-Denisais         | 16,73            | 527 (2022)                        | 32                 |
| Saint-Denis-le-Vêtu       | 50464      | Saint-Denisais         | 14,08            | 605 (2022)                        | 43                 |
| Saint-Malo-de-la-Lande    | 50506      | Malouins               | 4,01             | 462 (2022)                        | 115                |
| Saint-Martin-de-Cenilly   | 50513      | Saint-Martinais        | 6,76             | 206 (2022)                        | 30                 |
| Saint-Pierre-de-Coutances | 50537      | Saint-Pierrais         | 4,04             | 396 (2022)                        | 98                 |
| Saint-Sauveur-Villages    | 50550      |                        | 53,7             | 3 250 (2022)                      | 61                 |
| Saussey                   | 50568      | Sausserais             | 8,89             | 458 (2022)                        | 52                 |
| Savigny                   | 50569      | Savignais              | 10,16            | 433 (2022)                        | 43                 |
| Tourneville-sur-Mer       | 50272      |                        | 17,51            | 1 668 (2022)                      | 95                 |
| Tourville-sur-Sienne      | 50603      | Tourvillais            | 7,5              | 772 (2022)                        | 103                |
| La Vendelée               | 50624      | Vendeléens             | 5,04             | 468 (2022)                        | 93                 |
| Ver                       | 50626      | Vérotins               | 13,27            | 384 (2022)                        | 29                 |

### Démographie
| 1968   | 1975   | 1982   | 1990   | 1999   | 2006   | 2011   | 2016   | 2022   |
| ------ | ------ | ------ | ------ | ------ | ------ | ------ | ------ | ------ |
| 43 367 | 42 231 | 42 134 | 42 848 | 44 216 | 46 924 | 48 428 | 48 158 | 47 755 |

## Administration

### Siège
Le siège de la communauté de communes est situé à Coutances.

### Les élus
Le conseil communautaire de la communauté de communes se compose de 79 conseillers, représentant chacune des communes membres et élus pour une durée de six ans.
Ils sont répartis comme suit :
| Nombre de conseillers | Communes                                        |
| --------------------- | ----------------------------------------------- |
| 13                    | Coutances                                       |
| 5                     | Quettreville-sur-Sienne, Saint-Sauveur-Villages |
| 4                     | Agon-Coutainville, Gouville-sur-Mer             |
| 3                     | Gavray-sur-Sienne                               |
| 2                     | Blainville-sur-Mer, Montmartin-sur-Mer          |
| 1 (+1 suppléant)      | les 41 autres communes                          |

### Présidence
La communauté de communes est actuellement présidée par Jacky Bidot.
| Période      | Période  | Identité    | Étiquette | Qualité               |
| ------------ | -------- | ----------- | --------- | --------------------- |
| janvier 2017 | En cours | Jacky Bidot | LR        | Maire du Mesnil-Amand |

### Régime fiscal et budget
Le régime fiscal de la communauté de communes est la fiscalité professionnelle unique (FPU).